# Provincia de Moxico Oriental
Moxico Oriental (en portugués: Moxico Leste) es una provincia de Angola. Fue creada el 5 de septiembre de 2024 con la parte oriental de la provincia de Moxico. Su capital es Cazombo.

## Geografía y clima
Moxico Oriental limita con las provincias angoleñas de Lunda Sur al noroeste y Moxico al suroeste. También limita al noreste con la provincia de Lualaba en la República Democrática del Congo y al sureste con la provincia noroccidental de Zambia. Gran parte de Moxico Oriental se encuentra en la cuenca superior del río Zambeze, excepto la porción a lo largo del río Kasai que delimita la frontera provincial con Lunda Sur. En la provincia se encuentra el parque nacional de Cameia, así como el lago Dilolo, el más grande de Angola. Las ecorregiones que se encuentran en la provincia incluyen la sabana arbolada de miombo de Angola, el bosque seco del Zambeze y las pradera inundada del Zambeze.
Moxico Oriental experimenta un clima de sabana tropical con una estación seca o cacimbo que va de mayo a agosto.

## Historia
Desde al menos 2016, se ha propuesto dividir Moxico, anteriormente la provincia más grande de Angola en términos de superficie, en dos provincias más pequeñas. El 14 de agosto de 2024, la Asamblea Nacional de Angola aprobó una ley para crear tres nuevas provincias, incluyendo la separación de los municipios de Alto Zambeze, Cameia, Luacano y Luau de Moxico para formar la nueva provincia de Moxico Oriental. Esta ley entró en vigor con su publicación en el Diario Oficial de Angola el 5 de septiembre de 2024.
Originalmente la nueva provincia se llamaba Cassai Zambeze, pero el nombre fue cambiado después de consultar con Nhakatolo Ngambo, el soberano de los pueblos lovale y lunda.

## Administración
Moxico Oriental se divide en los municipios de Caianda, Cameia, Cazombo, Lago Dilolo, Lóvua do Zambeze, Luacano, Luau, Macondo y Nana Candundo. Cazombo se subdivide en las comunas de Cazombo y Lumbala Caquengue, y Macondo se subdivide en las comunas de Macondo y Calunda.
El primer gobernador de Moxico Leste es Crispiniano Vivaldino Evaristo dos Santos, quien fue designado en diciembre de 2024.

## Demografía
Los principales grupos étnicos de la región incluyen los chokwe, los lovale y los lunda dembo.

## Economía e infraestructura
La principal actividad económica en Moxico Oriental es la agricultura. En la época colonial, Alto Zambeze era un importante productor de arroz en Angola, mientras que Cameia era un productor local significativo de frutas como naranjas y plátanos. Anglo American, Rio Tinto e Ivanhoe Mines están realizando prospecciones en la zona en busca de minerales como cobre, zinc, titanio y aluminio. Muchos angoleños que viven cerca de la frontera internacional van a trabajar a la República Democrática del Congo y a Zambia.
El ferrocarril de Benguela pasa por las localidades de Cameia, Luacano y Luau. La carretera nacional EN250 conecta Luau con Cazombo, pero se encuentra en grave estado de deterioro.